# Jablonné v Podještědí
Jablonné v Podještědí (dříve Německé Jablonné, německy Deutsch Gabel) je město v okrese Liberec. Včetně všech částí v něm žije přibližně 3 700 obyvatel. Historické jádro města je městskou památkovou zónou. Území severně o města, které se nachází převážně na katastru Lvové, je od roku 1996 chráněno jako Krajinná památková zóna Lembersko.

## Historie

### Nejstarší dějiny

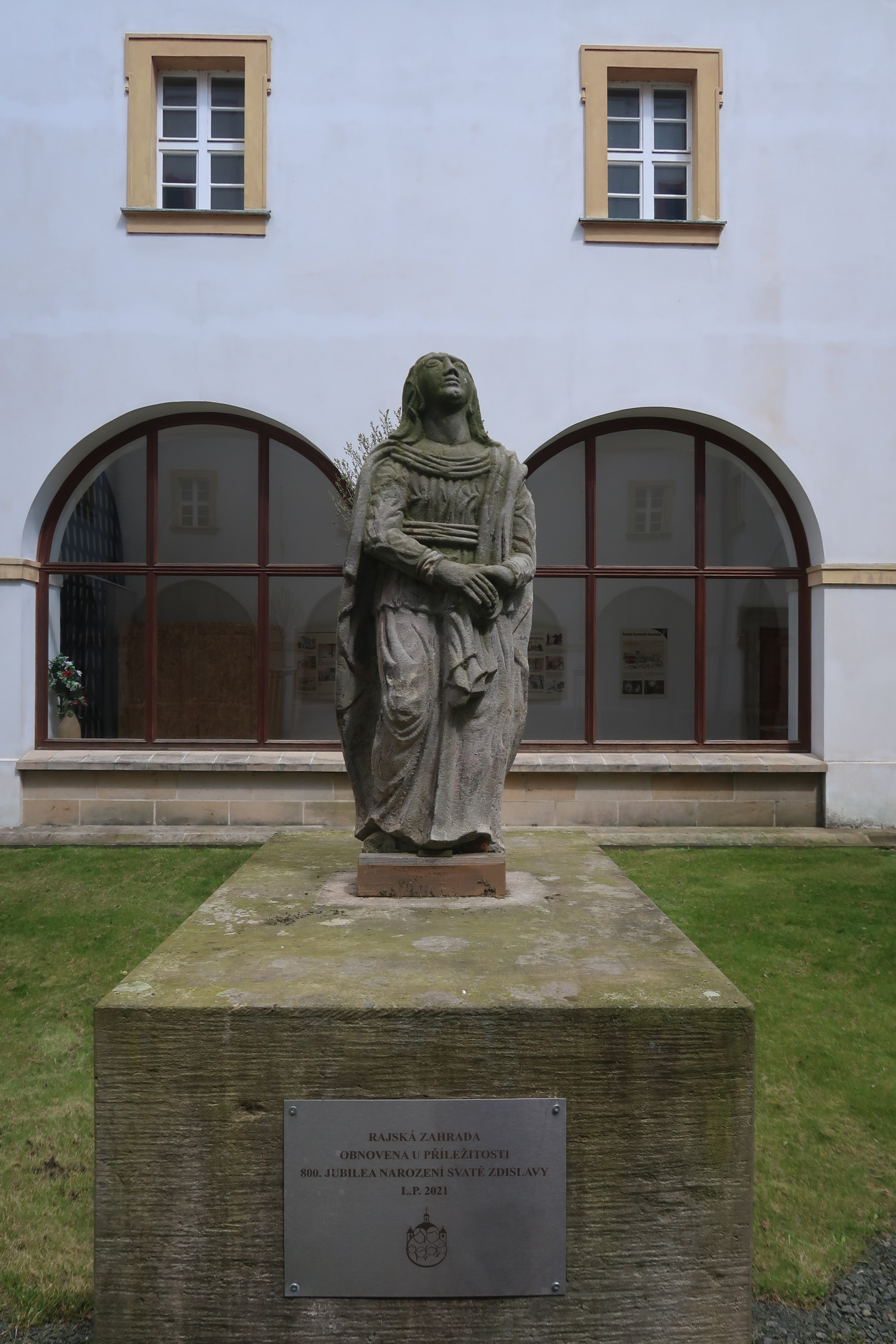
Socha Zdislavy z Lemberka v areálu dominikánského kláštera

Počátky Jablonného a celé jeho dějiny jsou spojeny s kultem svaté Zdislavy, která spolu s manželem Havlem z Lemberka stála u založení města a dominikánského kláštera. Oblast pod Lužickými horami byla postupovně osidlována a kolonizována od počátku 13. století. Přispěla k tomu stará zemská cesta z Prahy do Žitavy a dále na sever. Na osidlování okolí Jablonného se podílel šlechtický rod Markvarticů, který sem povolával nejen Čechy, ale také bohaté německé sedláky. Havel z Lemberka († 1255) z rodu Markvarticů patřil k důvěrníkům krále Václava I. a v roce 1241 založil hrad Lemberk. V této době se psal také jako Havel z Jablonného (Gallus di Yablonni) a existence Jablonného se statutem města je tehdy poprvé doložena, i když již dříve zde existovala obchodní osada s názvem Gablona. V roce 1250 založila Havlova manželka Zdislava v Jablonném klášter, kam byli povoláni mniši řádu dominikánů. Již ve 13. století bylo město obehnáno hradbami s dvěma branami, z doby Lemberků je také doložena existence tvrze, která však zanikla již v 15. století a dnes ani není známo, kde stála.
Význam Jablonného jako tržního a řemeslného centra se zemědělským zázemím na důležité obchodní cestě postupně rostl, ale první městská privilegia jsou datována až k roku 1364. V roce 1369 navštívil Jablonné císař Karel IV., který již předtím dvěma listinami z let 1351 a 1361 nařídil kupcům užívat jako obchodní cestu do Lužice pouze trasu přes Jablonné. Díky tomu město bohatlo z celních poplatků a dočasně zde fungovala i mincovna. Páni z Lemberka založili také druhý cisterciácký klášter u farního kostela sv. Kříže. Sloučené panství Jablonné-Lemberk existovalo do roku 1398, kdy jablonskou část koupili Berkové z Dubé, jimž pak tento majetek patřil až do počátku 18. století. Za husitských válek se Berkové z Dubé postavili na stranu císaře Zikmunda a Jablonné bylo v letech 1425–1426 vypáleno husitským vojskem. Tehdy také zanikl cisterciácký klášter, farní kostel byl obnoven v roce 1457 s novým zasvěcením Narození Panny Marie. Po skončení husitských válek vedli Berkové z Dubé ještě válku se saským kurfiřtem. Ke konsolidaci poměrů na zpustošeném panství došlo až za Jiřího z Poděbrad, který na přímluvu Jindřicha Berky z Dubé obnovil Jablonnému v roce 1466 stará privilegia. Městský znak je poprvé doložen až z doby Vladislava Jagellonského.
Šestnácté století bylo ve znamení všeobecného rozvoje, vznikla radnice a škola, král Ferdinand I. Habsburský rozšířil v letech 1534 a 1535 práva konání trhů. Berkové z Dubé sem nakonec umístili i své hlavní sídlo, když v letech 1565–1572 za Jindřicha Berky vznikl zámek Nový Falkenburk západně od centra města. Koncem 16. století bylo kvůli zadlužení panství rozděleno na dvě poloviny. Jednu polovinu získal Vladislav Hozlauer z Hozlau, který své četné spory s měšťany završil založením požáru města. Po Bílé hoře bylo panství opět sjednoceno, kdy obě poloviny vlastnil Jindřich Volf Berka z Dubé. Ten zastával vysoké zemské úřady a v roce 1640 získal titul hraběte. V této době probíhala na panství násilná rekatolizace, město během třicetileté války trpělo průchody vojsk a také morovou epidemií, kterou připomíná morový sloup vztyčený na náměstí v roce 1687 v návaznosti na další epidemii v roce 1680.

### Sedmnácté až devatenácté století

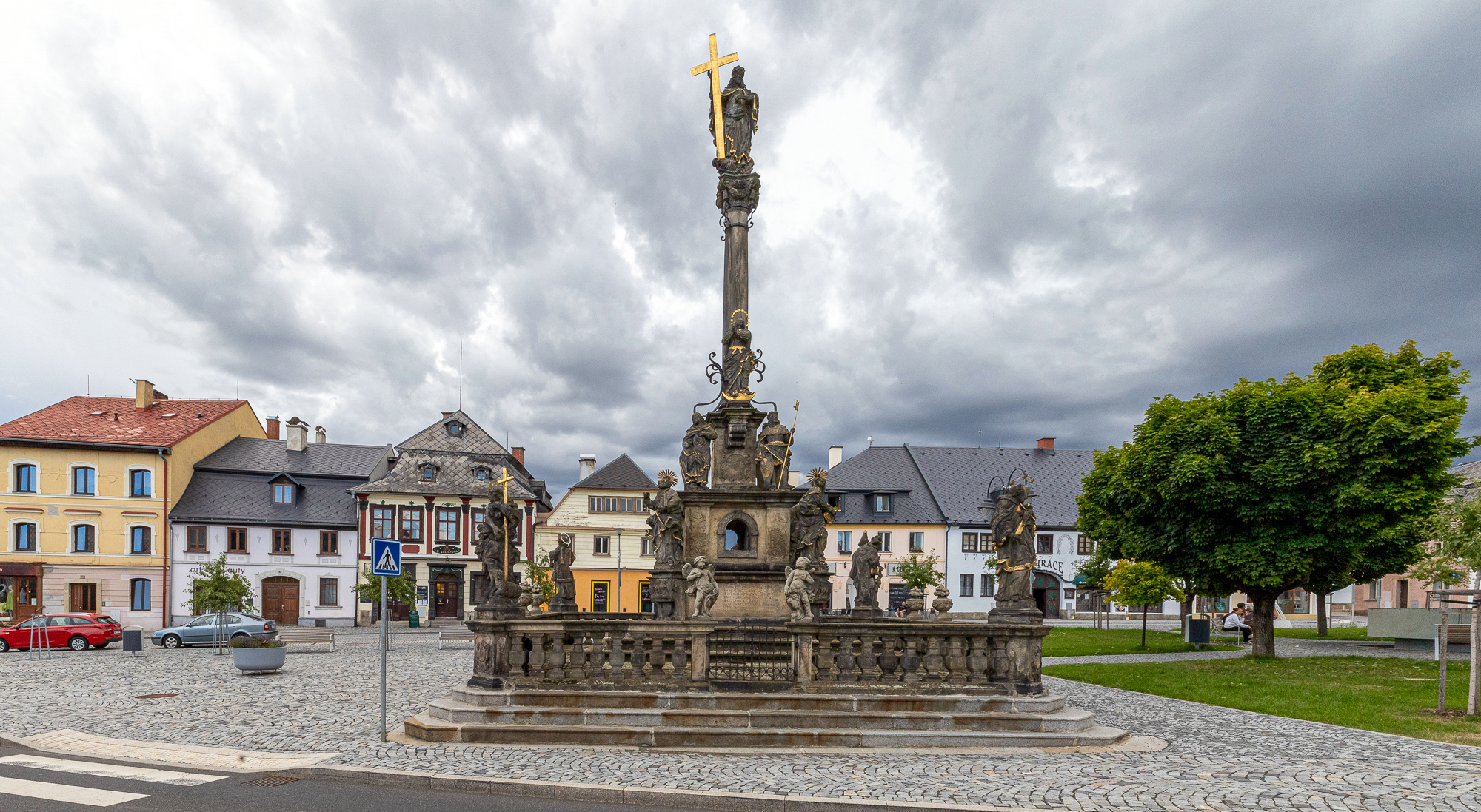
Náměstí Míru s morovým sloupem

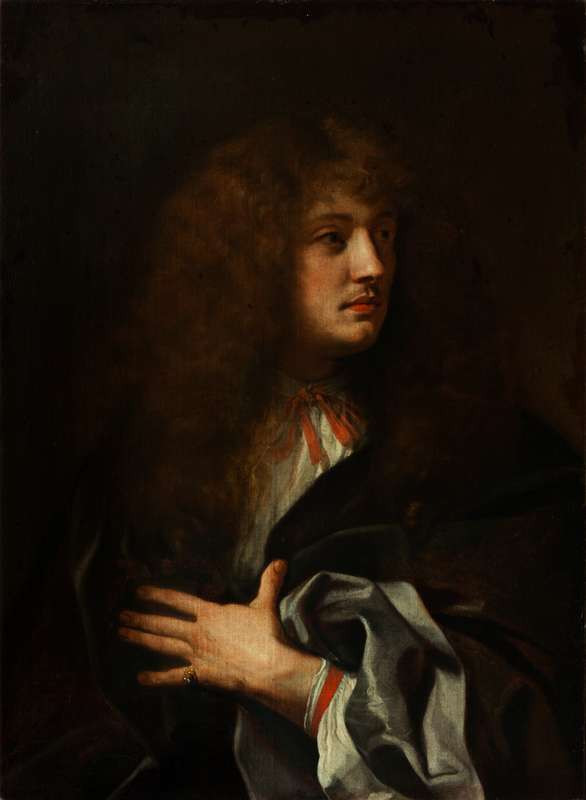
Hrabě František Antonín Berka z Dubé, majitel Jablonného v letech 1650–1706 a iniciátor výstavby chrámu svatého Vavřince

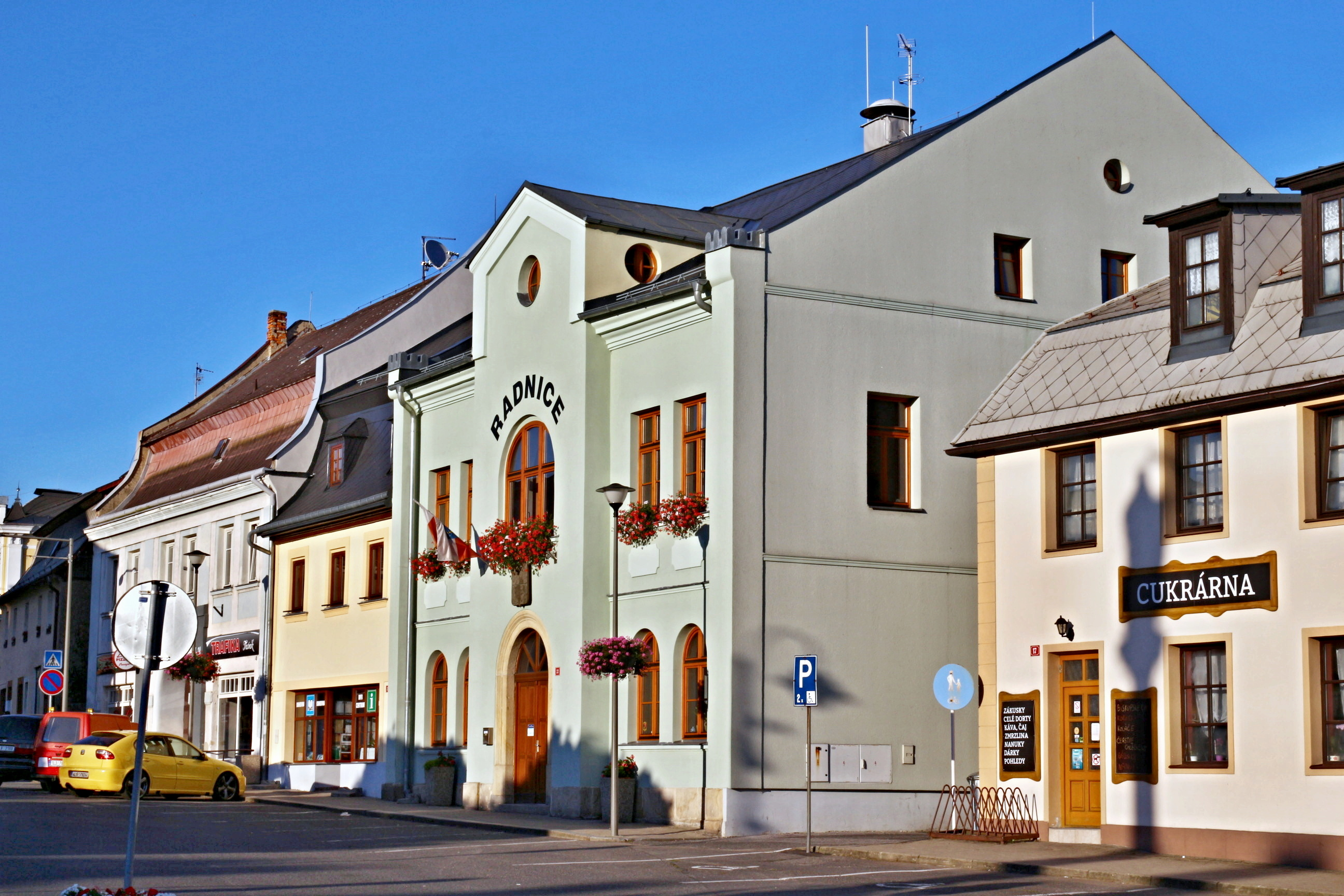
Náměstí Míru, východní část s radnicí

Posledním majitelem Jablonného z rodu Berků byl hrabě František Antonín Berka z Dubé (1635–1706), významný císařský diplomat a nakonec nejvyšší maršálek Českého království. Ten byl posledním mužským potomkem rodu Berků, a protože neměl dědice, investoval značné finanční částky do výstavby monumentálního chrámu sv. Vavřince podle projektu významného architekta J. L. Hildebrandta. Po vymření rodu Berků z Dubé zdědil Jablonné hrabě Antonín Jan z Nostic (1706), který však panství vzápětí prodal Františce Rozálii Kinské, rozené Berkové (†1714). Jejím dědicem byl hrabě Václav Albrecht Bruntálský z Vrbna, který Jablonné prodal v roce 1718 Pachtům z Rájova.

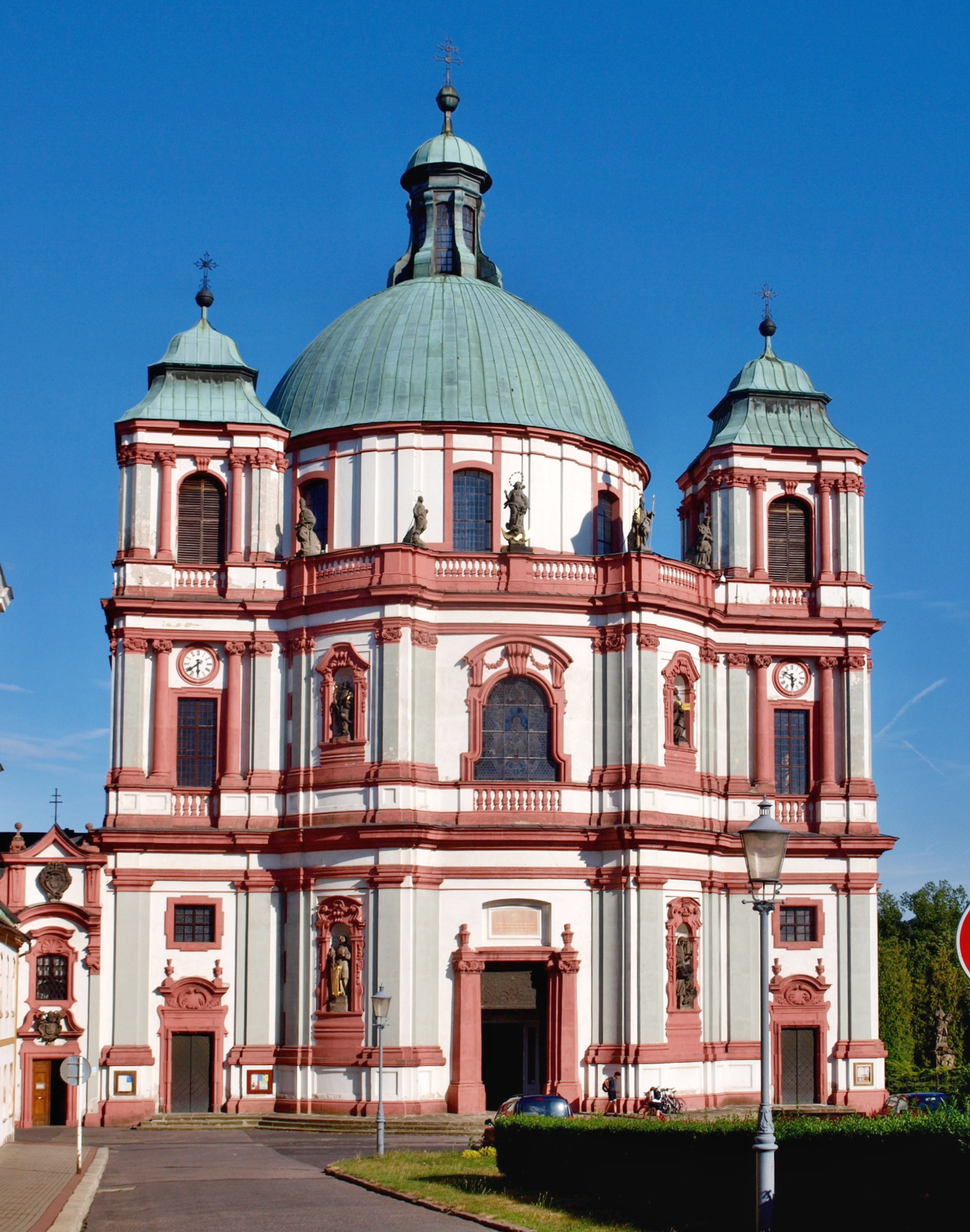
Klášterní bazilika svatého Vavřince a svaté Zdislavy

Nástupci Františka Antonína Berky z Dubé neměli zájem ani finance na dokončení chrámu svatého Vavřince v původně plánovaném rozsahu a kostel byl dokončen až po třiceti letech v roce 1729, o dva roky později byly do krypty vráceny ostatky Zdislavy z Lemberka. Prvním majitelem Jablonného z rodu Pachtů byl Jan Jáchym (1676–1742), povýšený v roce 1721 do hraběcího stavu, který za války o rakouské dědictví zemřel ve francouzském zajetí. Jeho nástupcem byl syn František Josef Pachta (1710–1799), který zastával vysoké zemské úřady a majitelem panství byl více než půl století (1742–1799). V této době Jablonné hospodářsky vzkvétalo, vznikaly textilní manufaktury, které daly základ pozdější průmyslové výrobě v několika továrnách. Ve městě tehdy fungovala řada cechů různých řemesel. Význam si udržovala také stará obchodní cesta do Lužice, díky níž byla v roce 1751 v Jablonném zřízena poštovní stanice umístěná v bývalém letohrádku Pachtů z Rájova (v dnešní ulici Zdislavy z Lemberka). František Josef Pachta nechal také rokokově přestavět zámek Nový Falkenburk. I v 18. století postihly Jablonné válečné události, nejprve za války o rakouské dědictví v roce 1744. Za sedmileté války se do města po prohrané bitvě u Kolína (1757) uchýlila pruská posádka a rakouské dělostřelectvo při dobývání Jablonného zničilo obě městské brány (Pražskou a Žitavskou). Zámek Nový Falkenburk tehdy sloužil jako vojenský lazaret. Během jedné ze svých inspekčních cest po Čechách navštívil město Josef II., který 17. září 1779 přenocoval na zmíněné poštovní stanici.
Zlomem v historii Jablonného byl rok 1788, kdy došlo k ničivému požáru. Oheň ze dne 11. května 1788 se během několika hodin rozšířil na celé město, zcela zničeno bylo 160 domů včetně radnice a školy, poškozeny byly také oba kostely. V této době za vlády Josefa II. byl zrušen také dominikánský klášter a svou činnost ve městě ukončili dominikáni, kteří dosud po několik staletí pečovali o kult patronky města Zdislavy z Lemberka. V závěru napoleonských válek navštívil Jablonné osobně císař Napoleon Bonaparte, který 13. srpna 1813 v budobě poštovní stanice přijal delegaci městské samosprávy. Přes škody způsobené válkami a požárem z roku 1788 se město nadále rozvíjelo, především díky rozmachu textilního průmyslu, který se z cechovních základů postupně proměnil na výrobu soutředěnou do továren. Významnými textilními průmyslníky byli Kittelové, Ignaz Gürtler nebo Daniel Bitterlich. K důležitým průmyslovým podnikům patřila také parní pila Josefa Elstnera, jehož osobu připomíná honosná novorenesanční vila (Cvikovská ulice č.p. 391). K rozvoji průmyslu přispělo také napojení Jablonného na železniční trať Liberec – Česká Lípa (1900).
Po zrušení poddanství v roce 1848 se Jablonné stalo sídlem okresního hejtmanství (původně pod názvem Gabel, od roku 1901 Deutsch Gabel). V polovině 19. století mělo Jablonné 2 006 obyvatel, v roce 1930 to bylo 2 310 obyvatel převážně německé národnosti. Ve druhé polovině 19. století byla v Jablonném postavena nová škola (1871) a nemocnice (1890), došlo také k rozvoji bohaté spolkové činnosti (divadelní ochotníci, pěvecký sbor, tělovýchovný spolek, hasiči, ostrostřelci atd.) Velkostatek se zámkem Nový Falkenburk byl až do roku 1867 majetkem Pachtů z Rájova, poté byl majitelem krátce saský velkostatkář Karl Palme. V roce 1872 koupil velkostatek Franz Mattausch, bohatý průmyslník z Benešova nad Ploučnicí. Zámek Nový Falkenburk v této době zpustl a sloužil jen jako sýpka. Ke změně došlo až za dalšího majitele Johanna Moritze Liebiega z bohaté liberecké rodiny, který velkostatek koupil v roce 1901. Ten podnikl rozsáhlou novobarokní přestavbu zámku a učinil z něj své hlavní sídlo.

### Dvacáté století

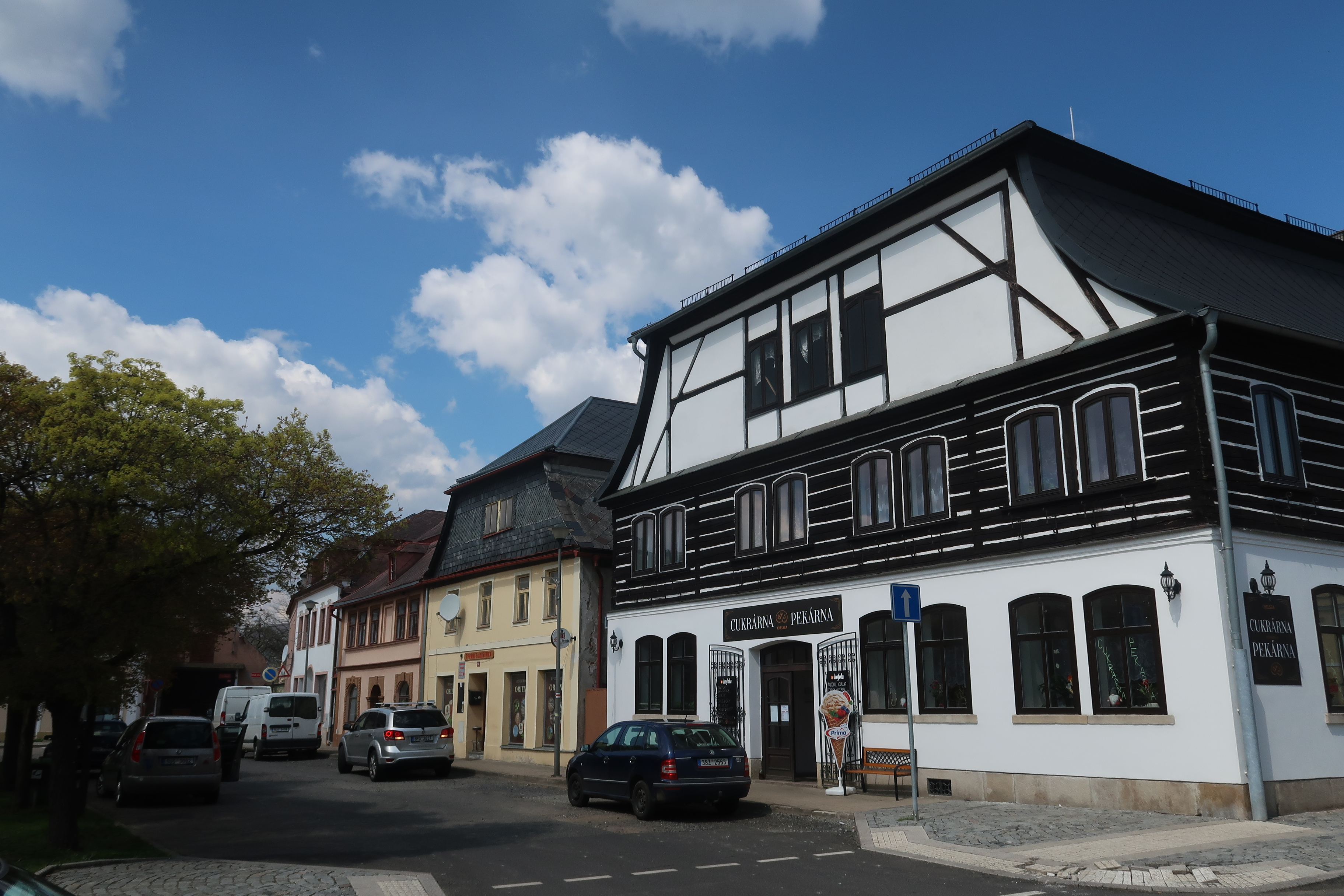
Náměstí Míru, severní část

Za první světové války byl v Jablonném zřízen zajatecký tábor, v němž se do roku 1918 vystřídalo přes 14 000 válečných zajatců z Francie, Srbska a Ruska. Tábor byl rozpuštěn v listopadu 1918, krátce nato bylo město začleněno do správního celku Deutschböhmen. Osobně se v tom angažoval jablonský rodák a starosta Vinzenz Kraus (1865–1926), který byl později poslancem Národního shromáždění. Za pomoci armády se Jablonné stalo součástí nově vzniklého Československa. Za první republiky bylo v Jablonném několik továren se zaměřením převážně na textilní výrobu, fungoval také městský pivovar zřízený již v roce 1863 ve zrušeném farním kostele Narození Panny Marie. Česká národnostní menšina založila v roce 1921 Českou besedu, od roku 1923 ve městě fungoval také Sokol. Podpora Čechů v převážně německém městě vyvrcholila v roce 1930 vybudováním české školy. Převaha německého obyvatelstva vedla k úspěchu Sudetoněmecké strany, která v obecních volbách v roce 1938 získala 27 z 30 mandátů v městském zastupitelstvu. Po Mnichovské dohodě obsadila město německá armáda (3. října 1938) a o týden později se Jablonné v rámci Sudetoněmecké župy stalo součástí Německé říše.
V rámci úsporných opatření byly roku 1942 k Jablonnému, správnímu okresnímu městu, připojeny Markvartice, Česká Ves a Zámecká. Okresní národní výbor se utvořil 28. května 1945. Do té doby zde poválečnou situaci řídilo několik jedinců, nejprve tři dny Dr. Zelenka. Na přání činitelů z Prahy a Turnova byla vytvořena okresní správní komise, jejímž předsedou byl ustanoven F. Soukup, místopředsedou B. Myslil a dalších devět členů; která obdržela k ruce tři úředníky. Dále byli povoláni z Prahy členové Svazu mládeže a tři pracovníci z Turnova. Osídlování začalo počátkem června 1945. První odsun německého obyvatelstva za pomoci stráže národní bezpečnosti a vojska se konal 18. července 1945. Z celého okresu se jednalo o 4 010 osob, ze samotného Jablonného o 1 250 osob v pěti transportech. Dvě třetiny německého obyvatelstva okresu byly odsunuty do konce prosince 1945 (asi 18 tisíc obyvatel).
V první etapě osidlování docházelo ke konfiskacím asi 40 průmyslových podniků (textil, hospodářské stroje, elektropotřeby, nábytek, sklo), v druhé přicházeli osídlenci (národní správci) zemědělských usedlostí, z okresů českých (Rychnov nad Kněžnou a Ledeč nad Sázavou) i slovenských. Ve třetím sledu byly osazovány živnosti a obchody. V roce 1948 byl zrušen okres Jablonné v Podještědí, město bylo přičleněno k okresu Liberec, od roku 1960 k České Lípě. Na poválečná léta stagnace navázala po roce 1969 cílená rekonstrukce a výstavba pohraničí, během 70. a 80. let vznikly nové budovy základní školy, nákupního střediska (1982) a zdravotního střediska (1987). V  roce 1980 došlo v rámci integrace obcí k připojení dalších vesniček u Jablonného k městu. Byly to Heřmanice, Kněžice, Lvová, Petrovice a Postřelná. A také malé osady: Kněžičky, Kunová, Pole u Jablonného, Valdov, Zámecká, Zpěvná a Židovice. Přes četné destrukční zásahy v poválečném období si centrum Jablonného udrželo historický charakter především v prostoru náměstí Míru a Dominikánského náměstí, dochovaly se také četné roubené domy. Díky tomu byla v roce 1992 v Jablonném vyhlášena městská památková zóna. Turistickému ruchu napomohly změny po roce 1989 a znovuotevření hraničních přechodů do Německa. Zájem o Jablonné vzrostl v souvislosti s kanonizací patronky města Zdislavy z Lemberka, která byla papežem Janem Pavlem II. v roce 1995 prohlášena za svatou. Chrám sv. Vavřince získal o rok později statut basilica minor.
K 1. lednu 2007 bylo město vyňato z okresu Česká Lípa a začleněno do dopravně bližšího okresu Liberec, a to včetně připojovaných vsí.

## Přírodní poměry
V Jablonném sídlí Správa Chráněné krajinné oblasti Lužické hory, které se sem přestěhovala z Nového Boru. Do katastru obce zasahuje národní přírodní rezervace Jezevčí vrch.

## Obyvatelstvo
| Rok            | 1869  | 1880  | 1890  | 1900  | 1910  | 1921  | 1930  | 1950  | 1961  | 1970  | 1980  | 1991  | 2001  | 2011  | 2021  |
| -------------- | ----- | ----- | ----- | ----- | ----- | ----- | ----- | ----- | ----- | ----- | ----- | ----- | ----- | ----- | ----- |
| Počet obyvatel | 2 389 | 2 471 | 2 333 | 2 533 | 2 387 | 3 732 | 2 310 | 1 557 | 1 777 | 1 819 | 1 630 | 1 601 | 1 524 | 1 524 | 1 573 |
| Počet domů     | 356   | 360   | 363   | 382   | 403   | 481   | 447   | 381   | 523   | 321   | 317   | 335   | 343   | 349   | 349   |

## Části města
Město se člení na části: Jablonné v Podještědí, Česká Ves, Heřmanice v Podještědí, Kněžice, Lada v Podještědí, Lvová, Markvartice, Petrovice, Pole, Postřelná, Valdov a Zámecká.
Od 1. ledna 1981 do 30. srpna 1990 k městu patřil i Velký Valtinov.

## Hospodářství

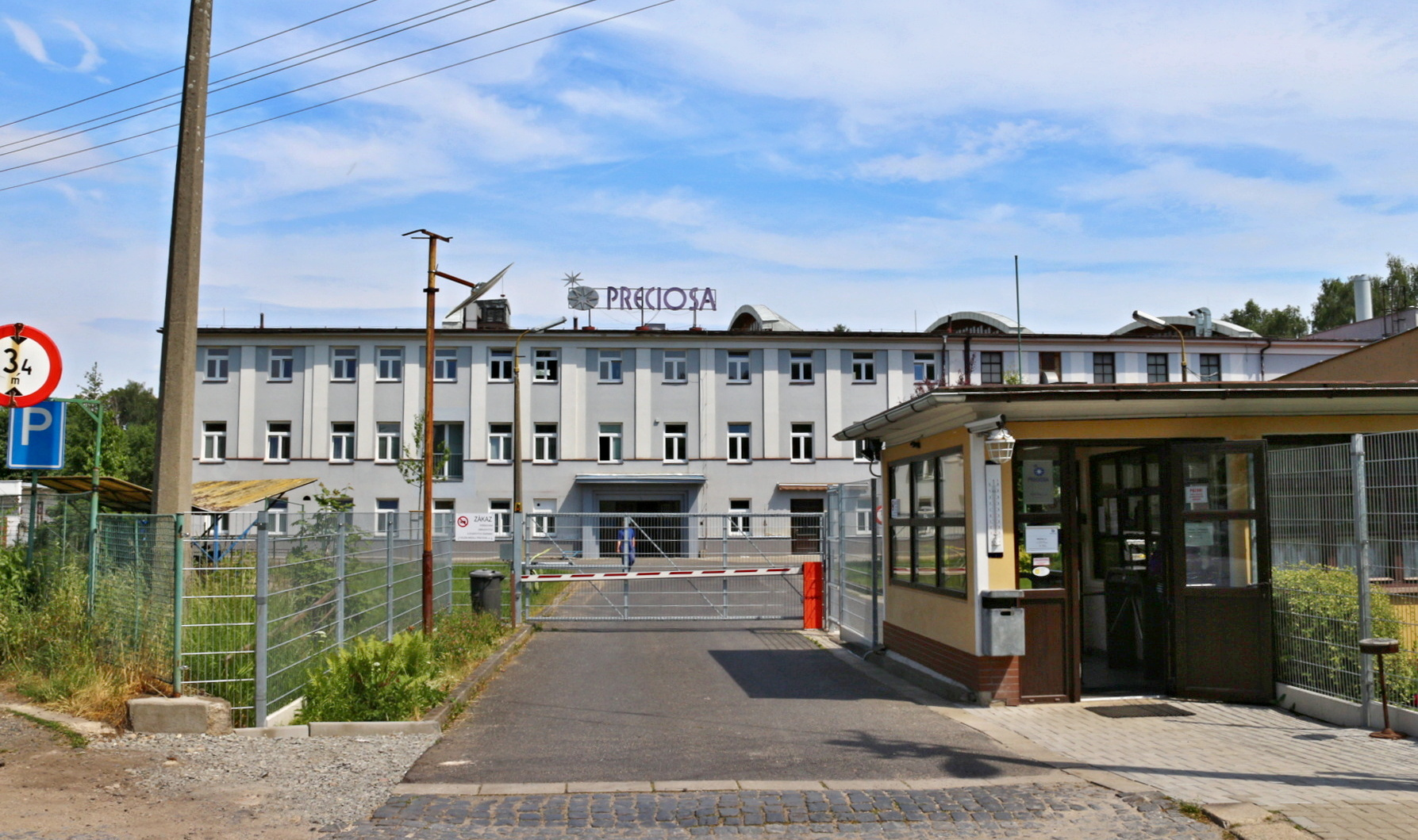
Výrobní podnik Preciosa, pobočka č. 17 v Jablonném

Ve městě se nachází pobočka č. 17 Jablonecké společnosti Preciosa, výrobce křišťálového skla. Vyrábějí se zde umělé kameny z kubické zirkonie o velikosti 0,6–3 milimetry v brusírenském tvaru diamant a briliant.

## Doprava

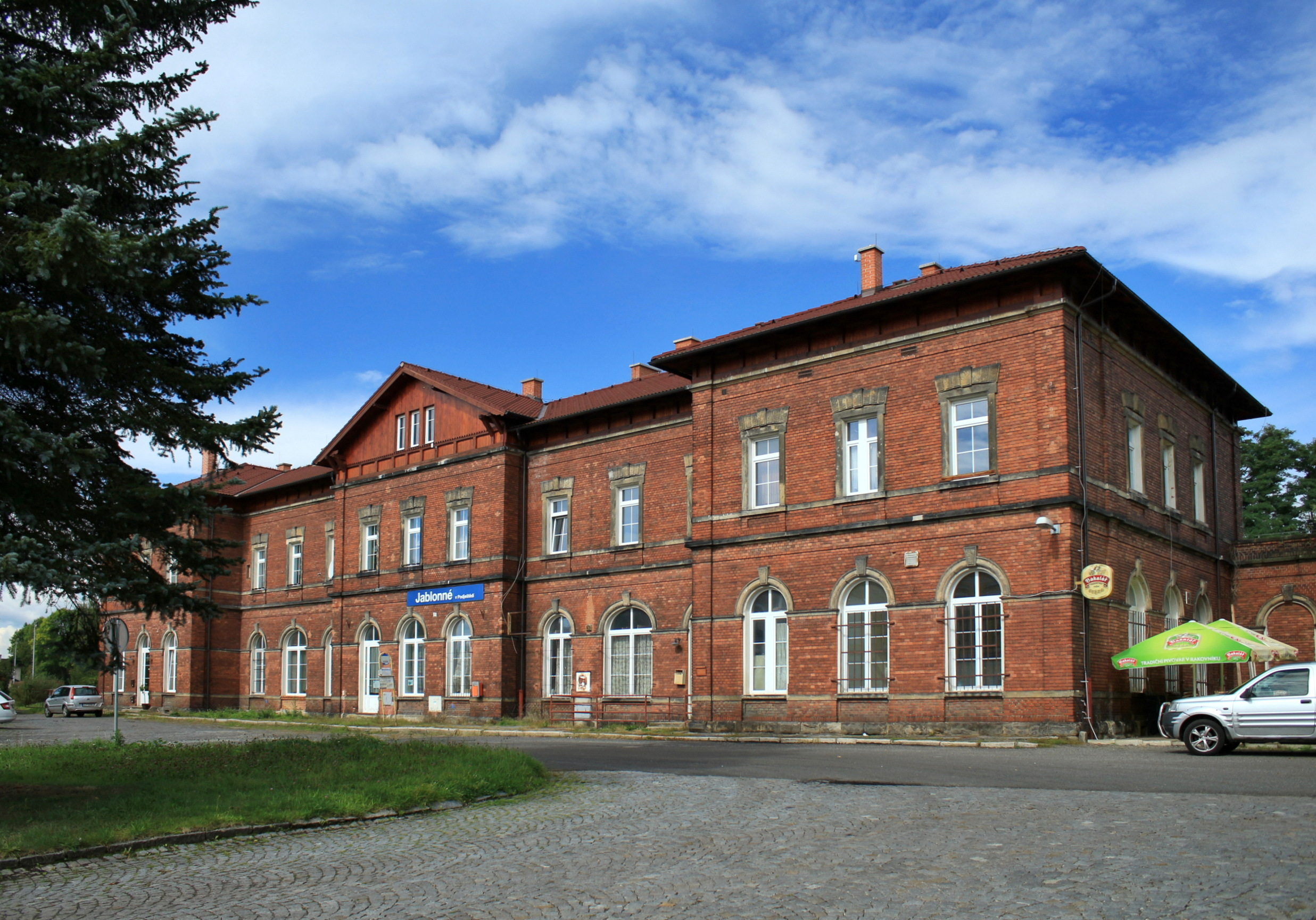
Budova vlakového nádraží

Doprava ve městě je začleněná do integrovaného dopravního systému Libereckého kraje (IDOL).
Od roku 1900 obcí prochází železniční trať Liberec – Česká Lípa. Ve městě stojí železniční stanice, kde zastavují osobní vlaky i rychlíky směřující do Liberce, Mimoně, Benešova nad Ploučnicí, Děčína a České Lípy. V minulosti odbočovala v Jablonném železniční trať do Svoru. Zrušena byla v roce 1973.
Autobusové linky společností ČSAD Liberec, BusLine, COMPAG CZ a dalších soukromých dopravců Jablonné spojují s okolními obcemi (např. s Mimoní, Stráží pod Ralskem, Libercem, Českou Lípou nebo Hrádkem nad Nisou), ale i se vzdálenějšími sídly, třeba s Prahou, Mělníkem, Ústím nad Labem, Vrchlabím nebo Trutnovem.
V obci se kříží silnice I/13 se silnicí II/270.

## Pamětihodnosti
- Dominikánský klášter Jablonné v Podještědí
- Zámek Nový Falkenburk
- Bazilika svatého Vavřince a svaté Zdislavy
- Kaple svatého Wolfganga
- Evangelický křížový kostel
- Morový sloup
- Pivovarská věž – rozhledna, bývalý kostel Narození Panny Marie
- Zámeček Pachtů z Rájova
- Barokní usedlost Palmeho dvůr
- Sochy svatého. Jana Nepomuckého a svatého Zdislavy na Dominikánském náměstí
- Sloup se sochou Boha Otce
- Socha svatého Vincence
- Socha Panny Marie Immaculaty

## Osobnosti
- Georg Tectander z Jablonného (1581–1614), diplomat z doby vlády císaře Rudolfa II., vyslanec v Persii a v Moskvě
- Josef Johann Mann (1804–1889), entomolog, cestovatel, c.k. dvorní preparátor ve Vídni
- Vinzenz Kraus (1865–1926), starosta města, poslanec Českého zemského sněmu, později Národního shromáždění

## Galerie

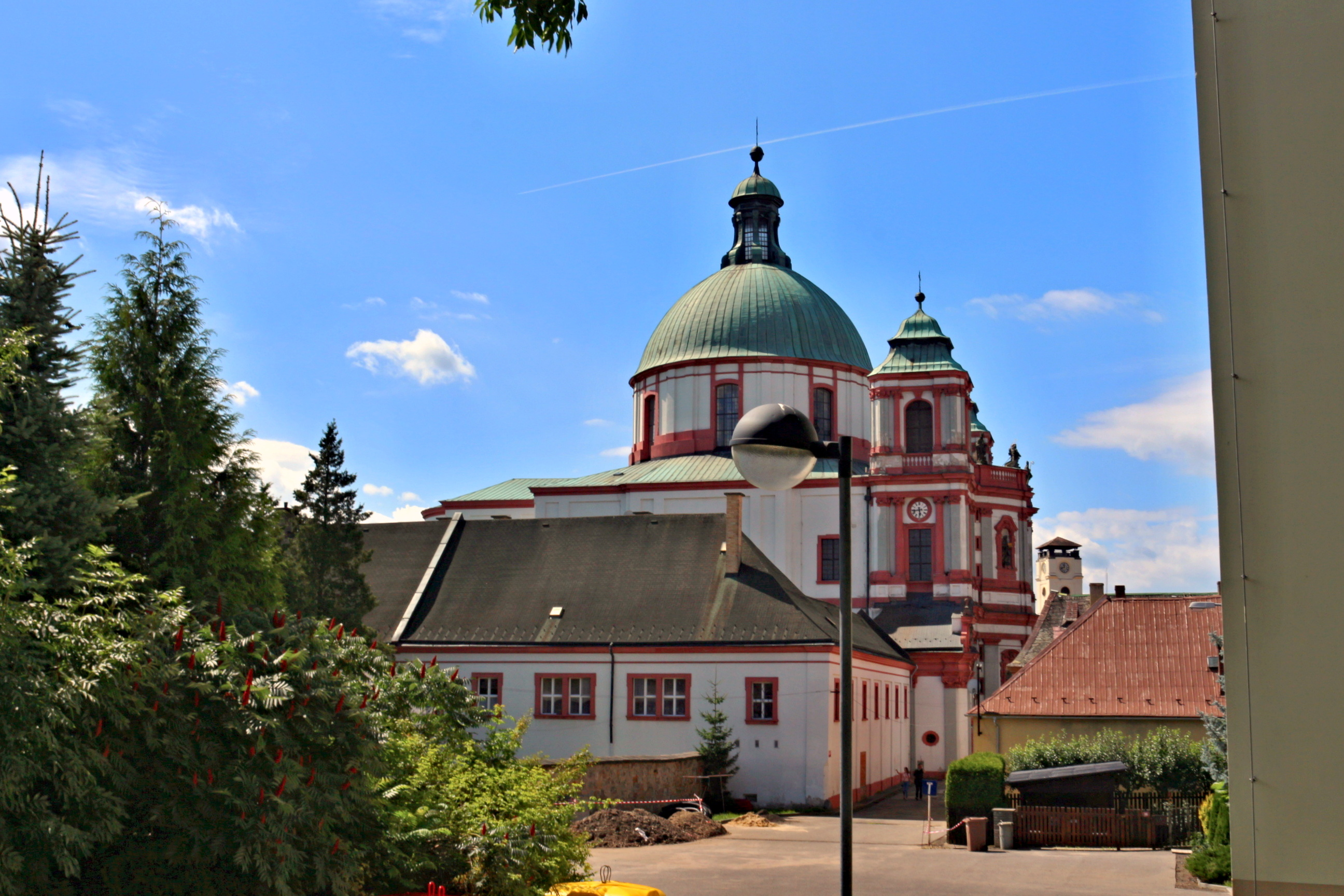
Dominikánský klášter
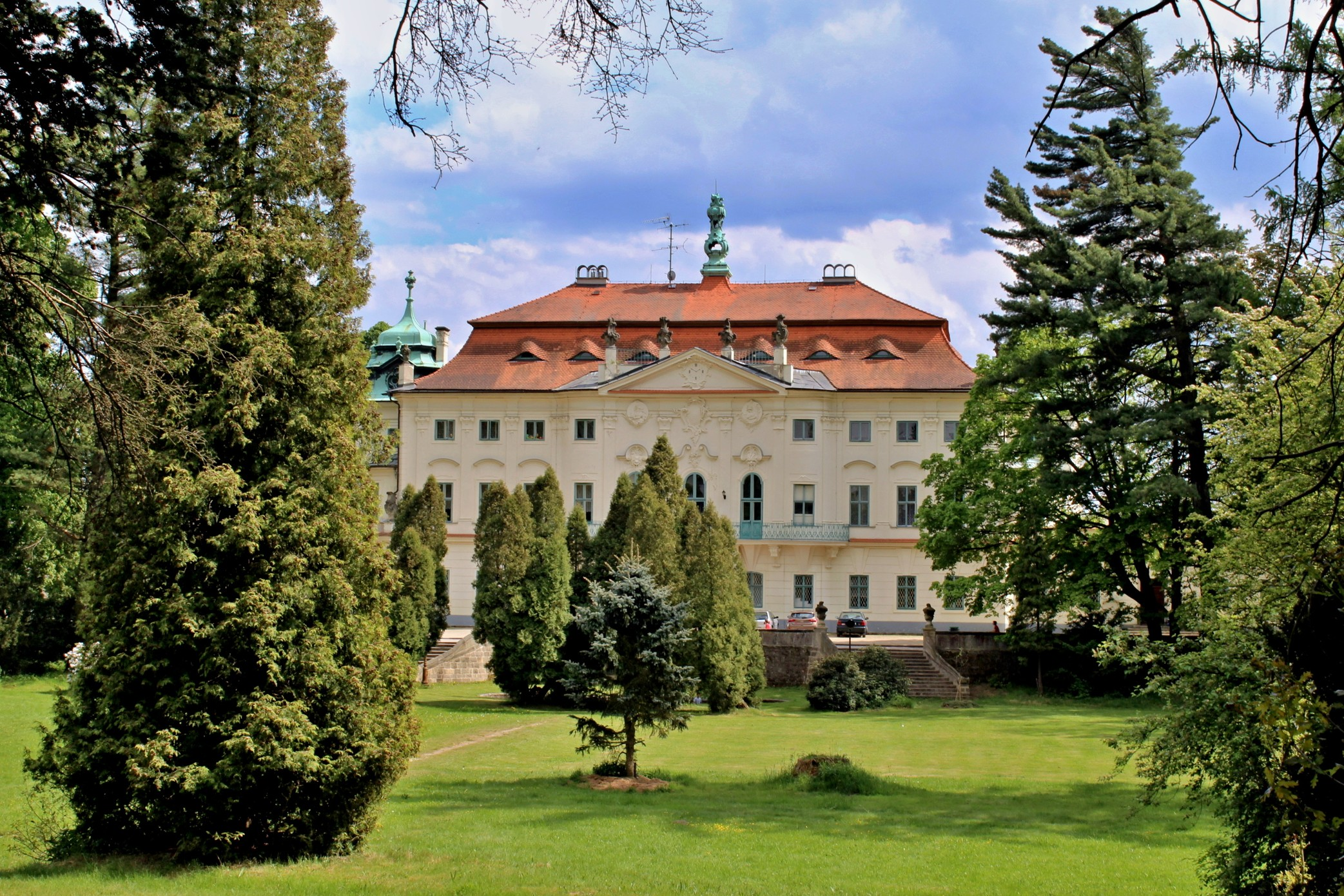
Zámek Nový Falkenburk
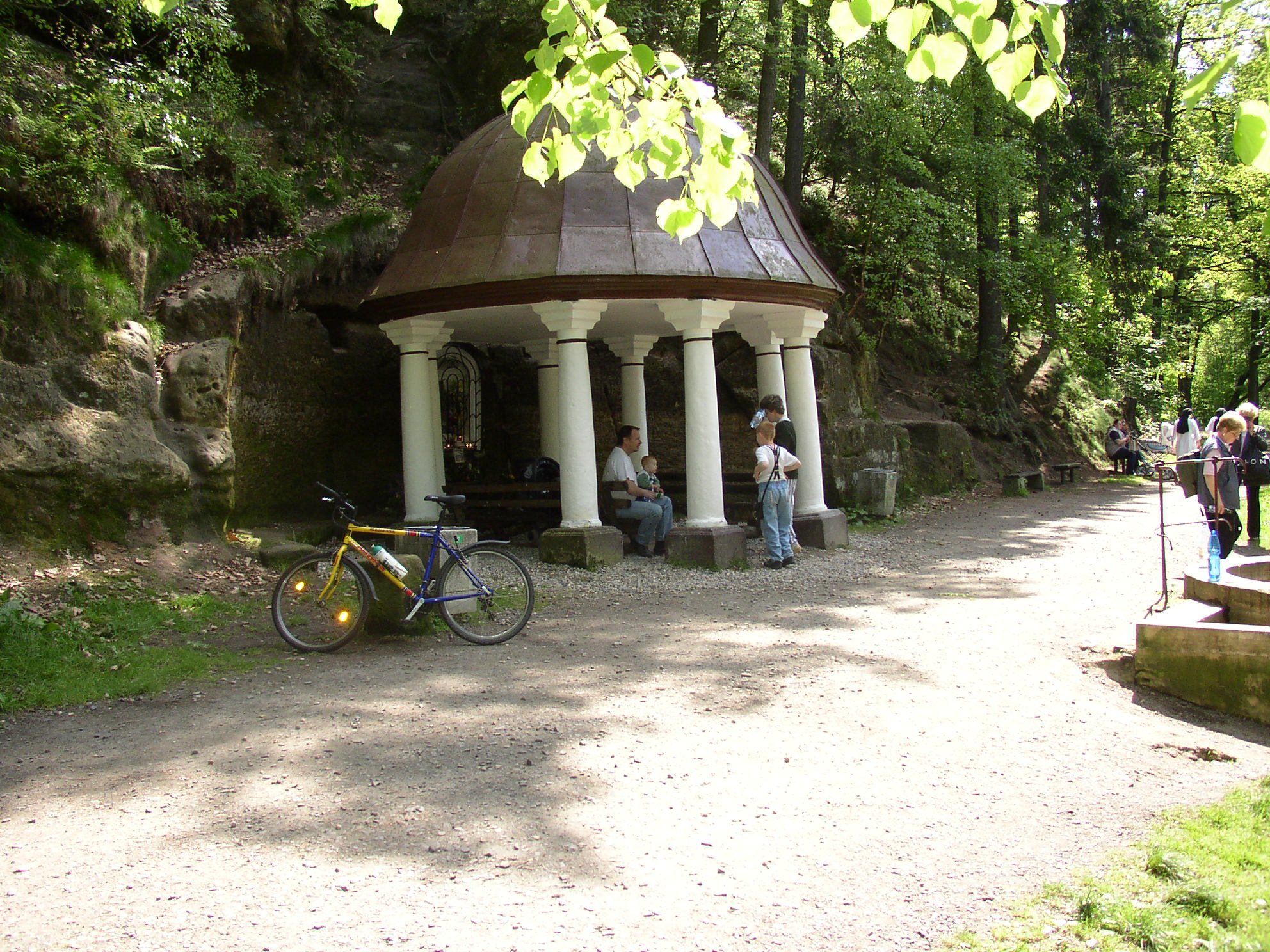
Studánka svaté Zdislavy
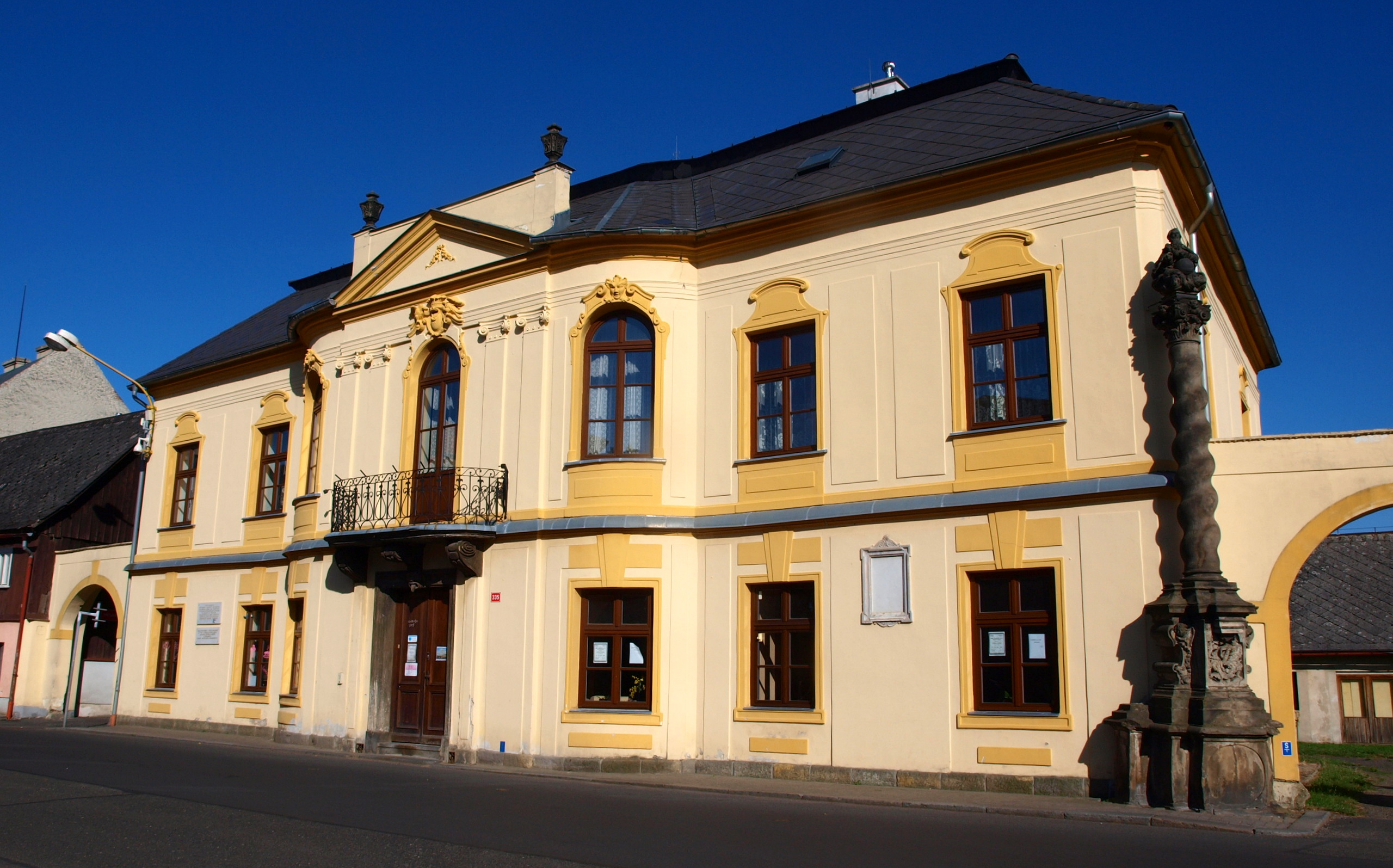
Lovecký zámeček Pachtů z Rájova
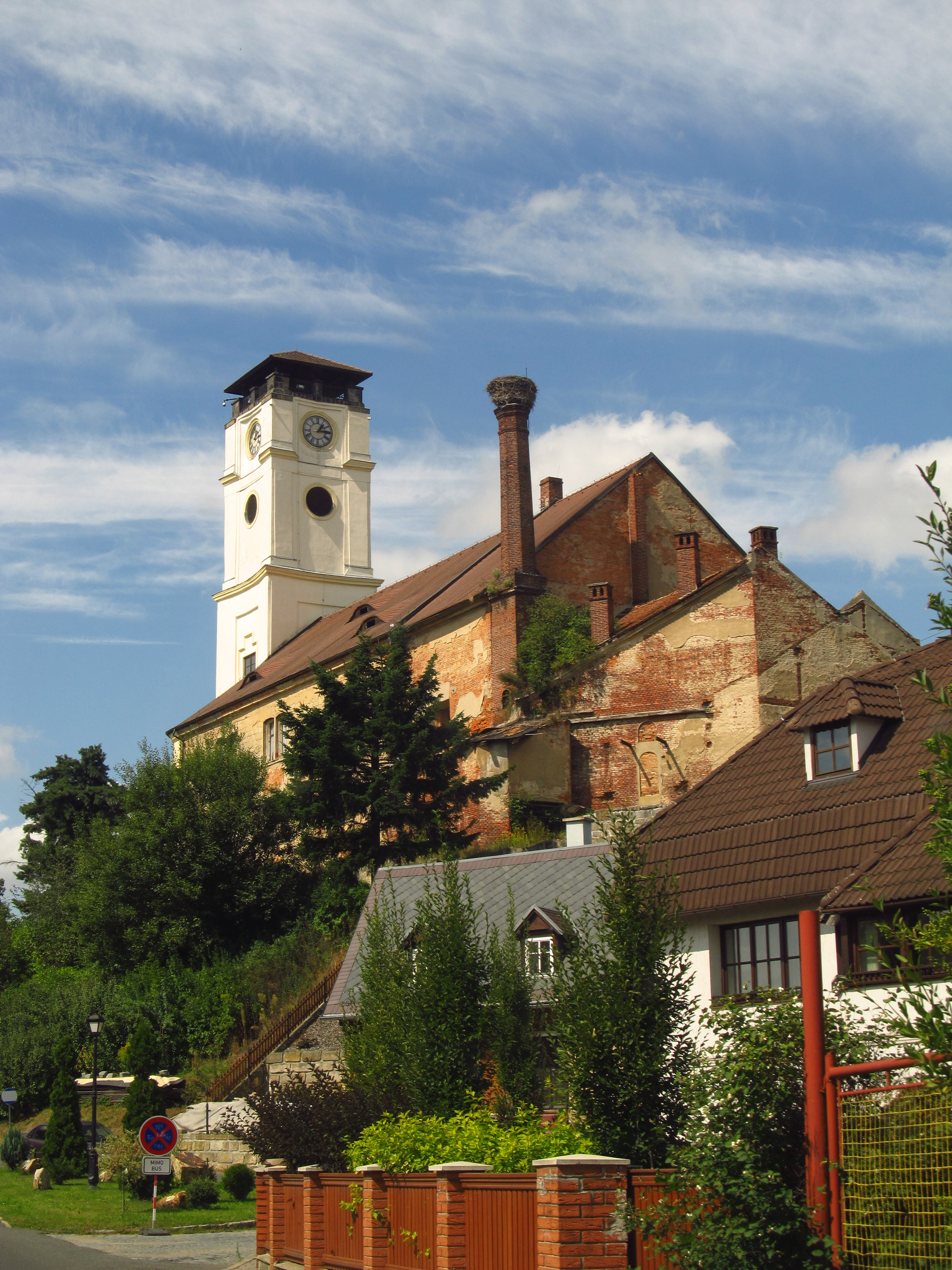
Bývalý kostel Narození Panny Marie
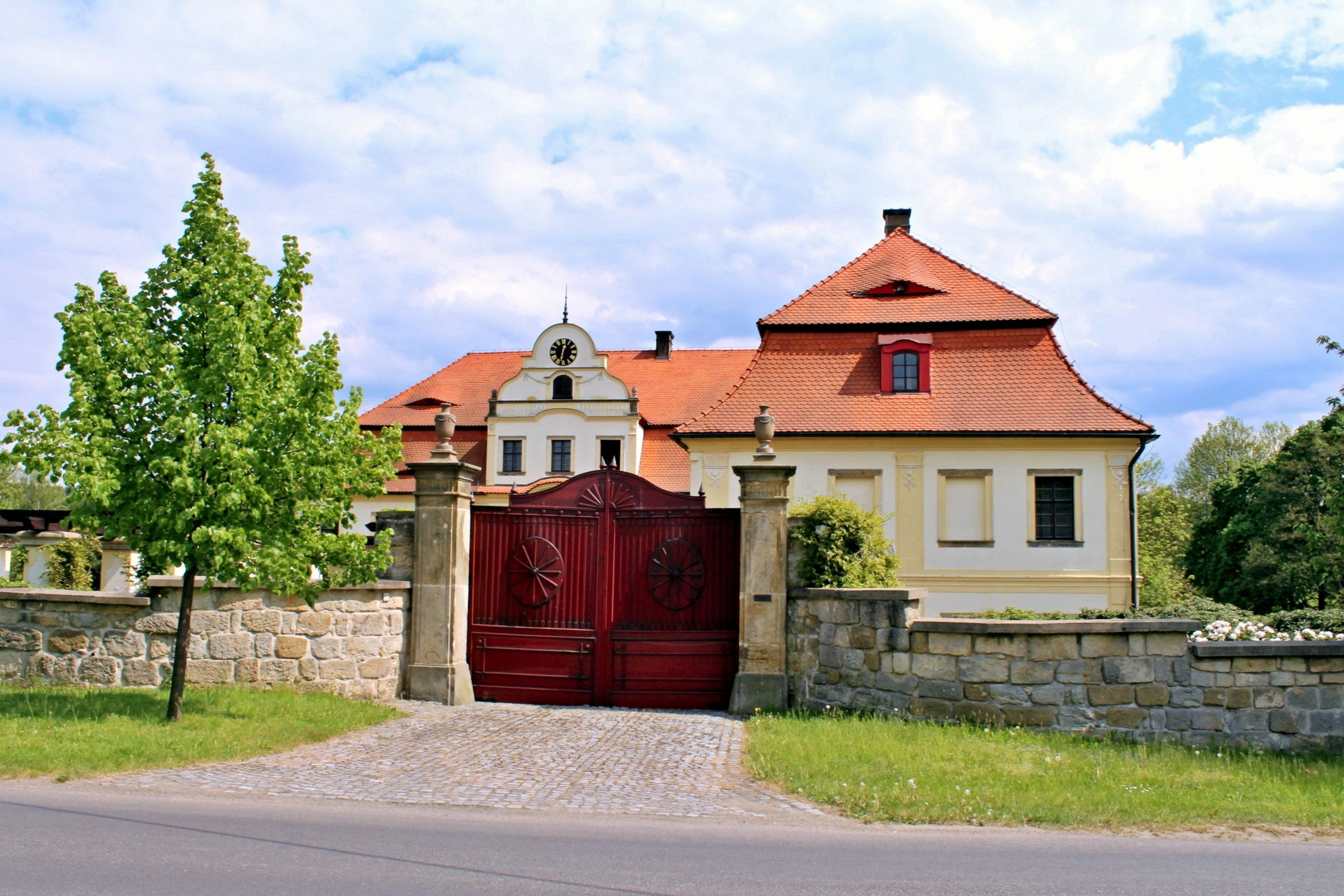
Palmeho dvůr
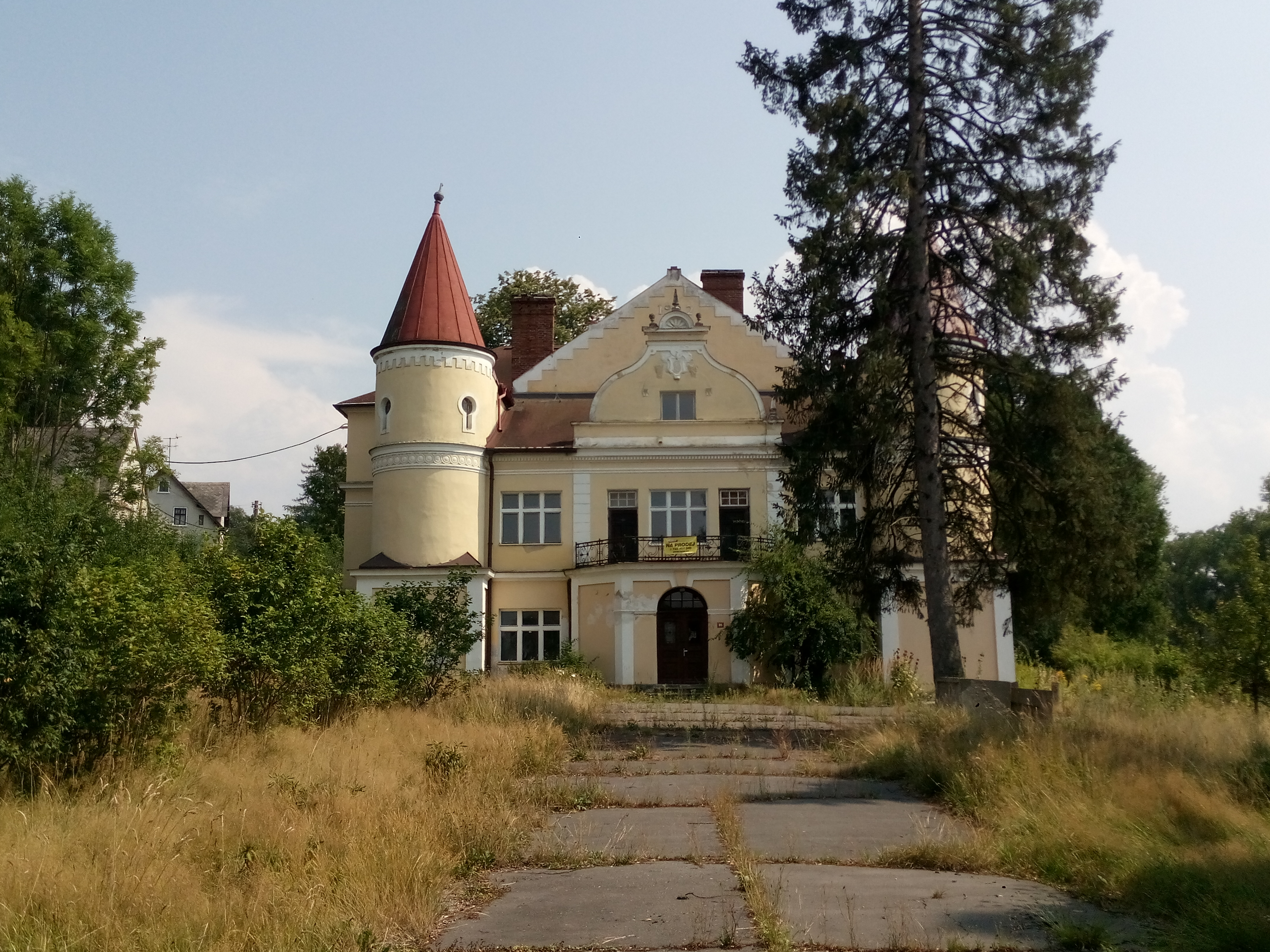
Budova bývalé sokolovny
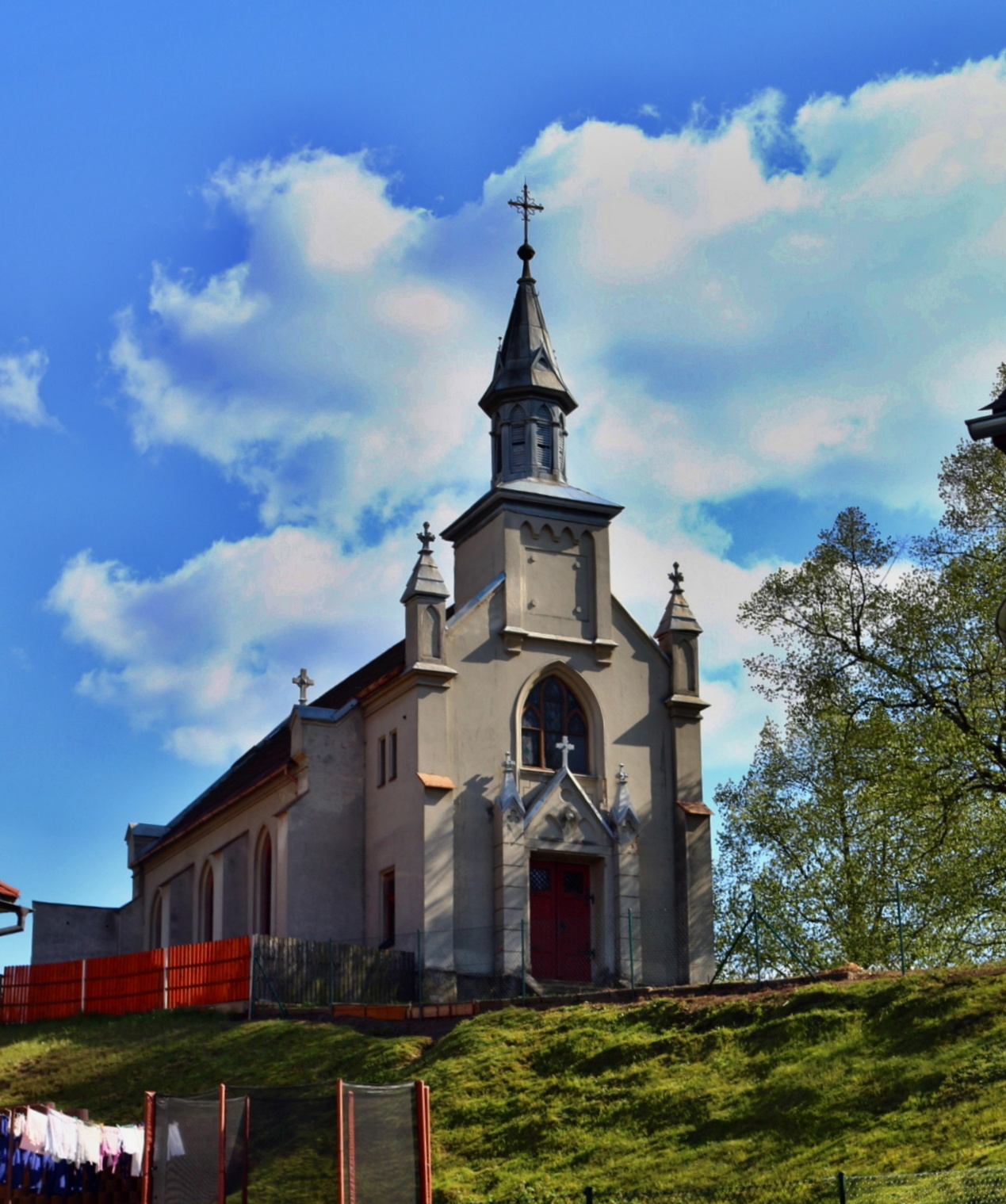
Německý evangelický kostel
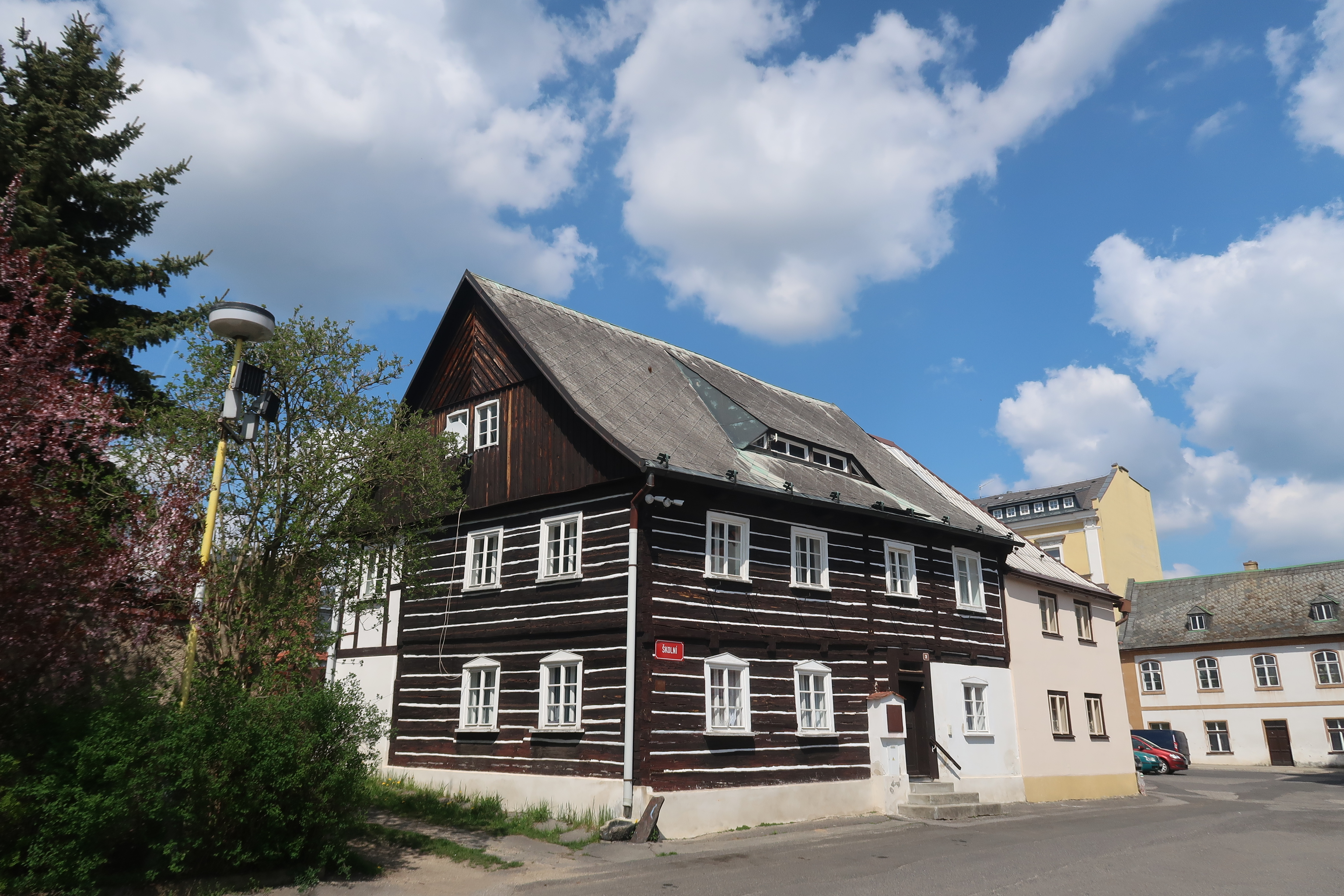
Roubený dům ve Školní ulici čp. 31
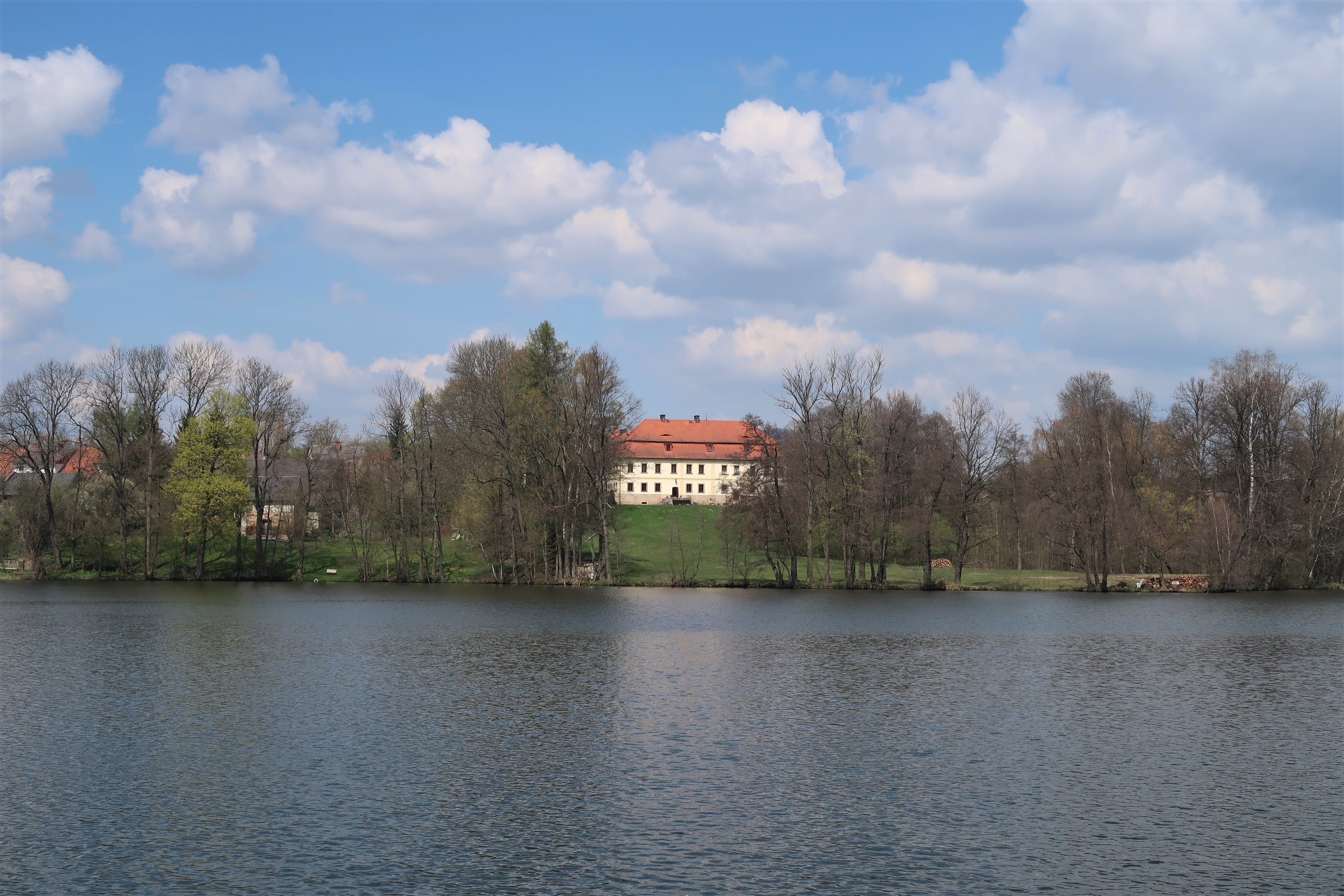
Markvartický rybník a Palmeho dvůr
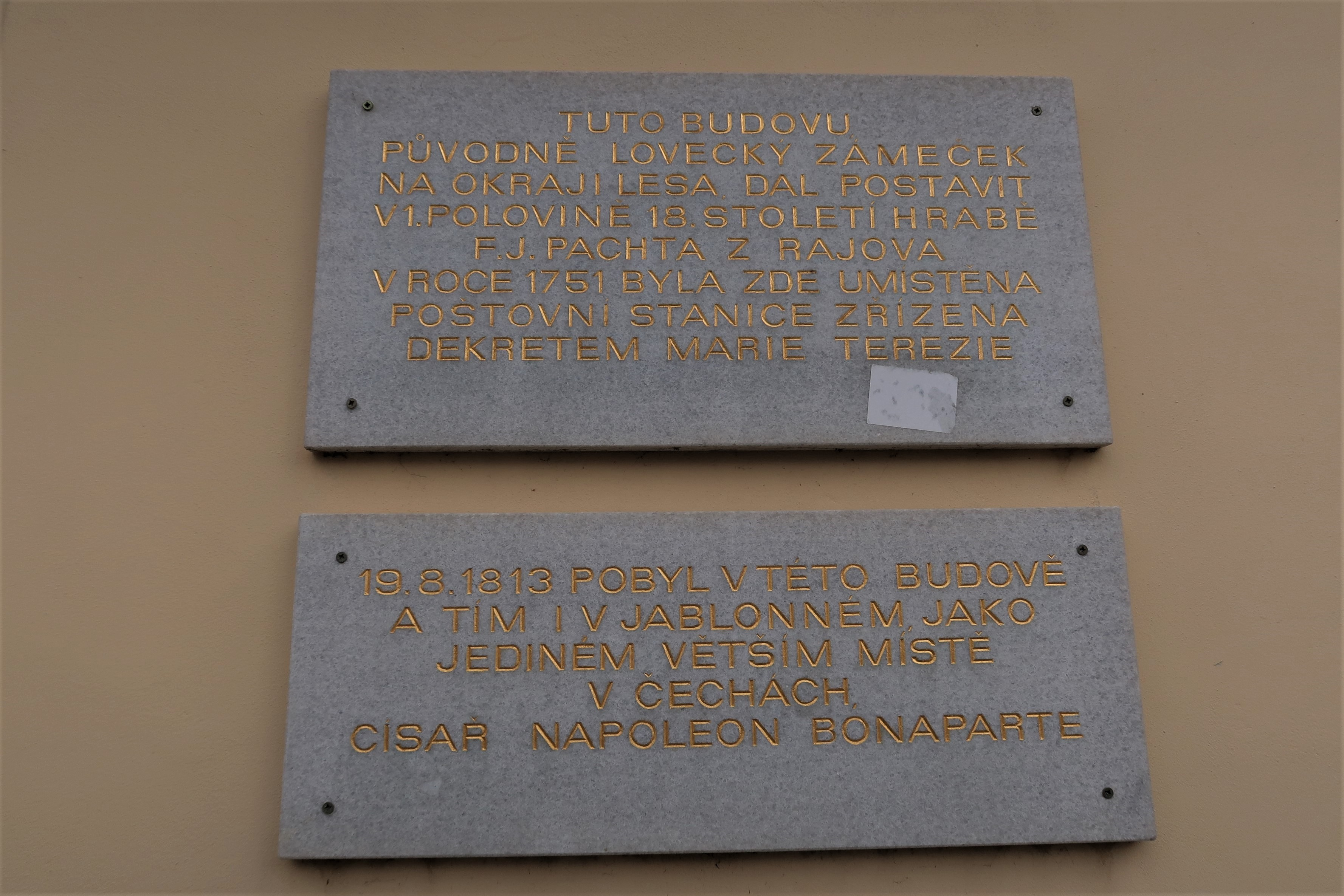
Pamětní desky na bývalém letohrádku Pachtů z Rájova
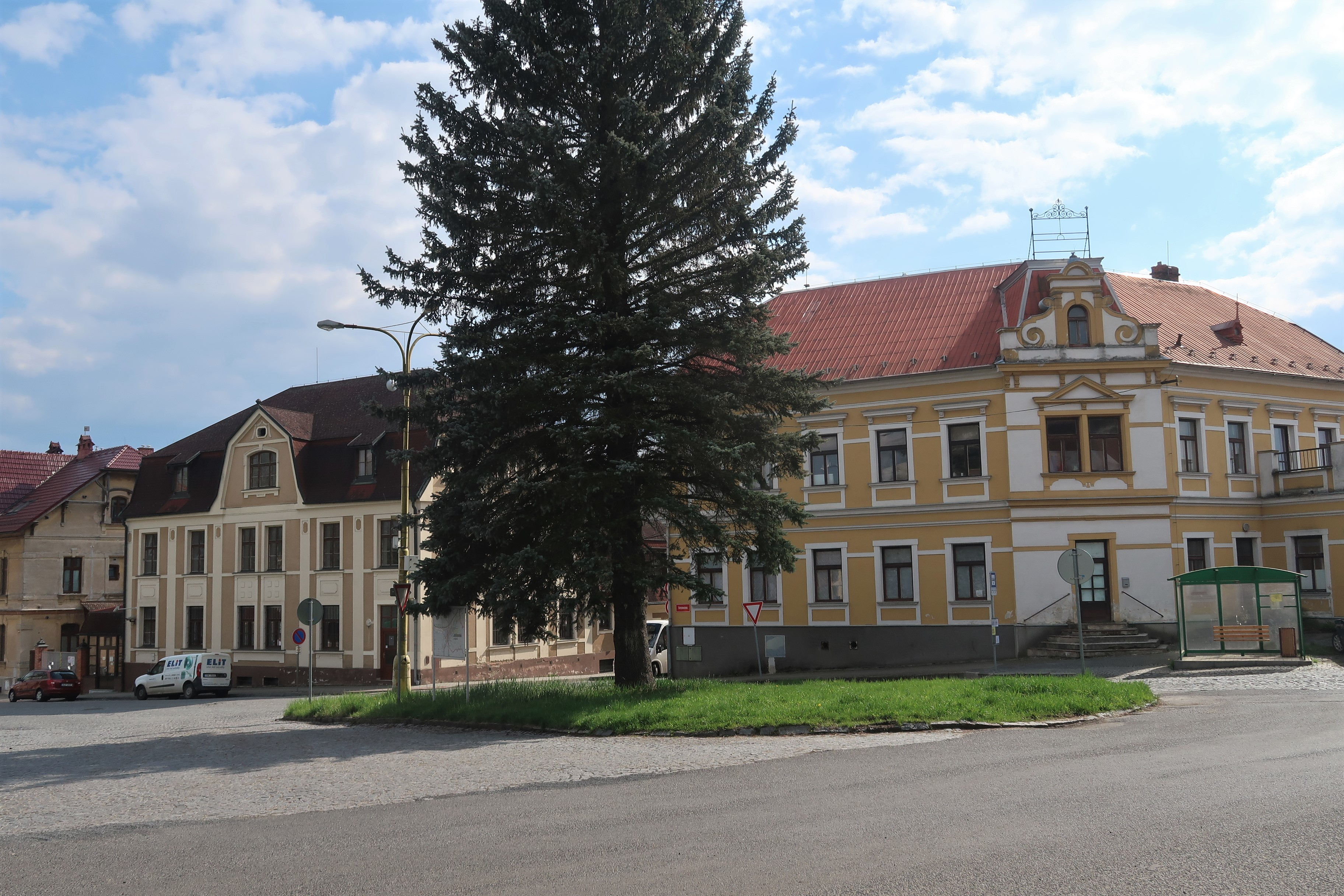
Švermova ulice pod nádražím
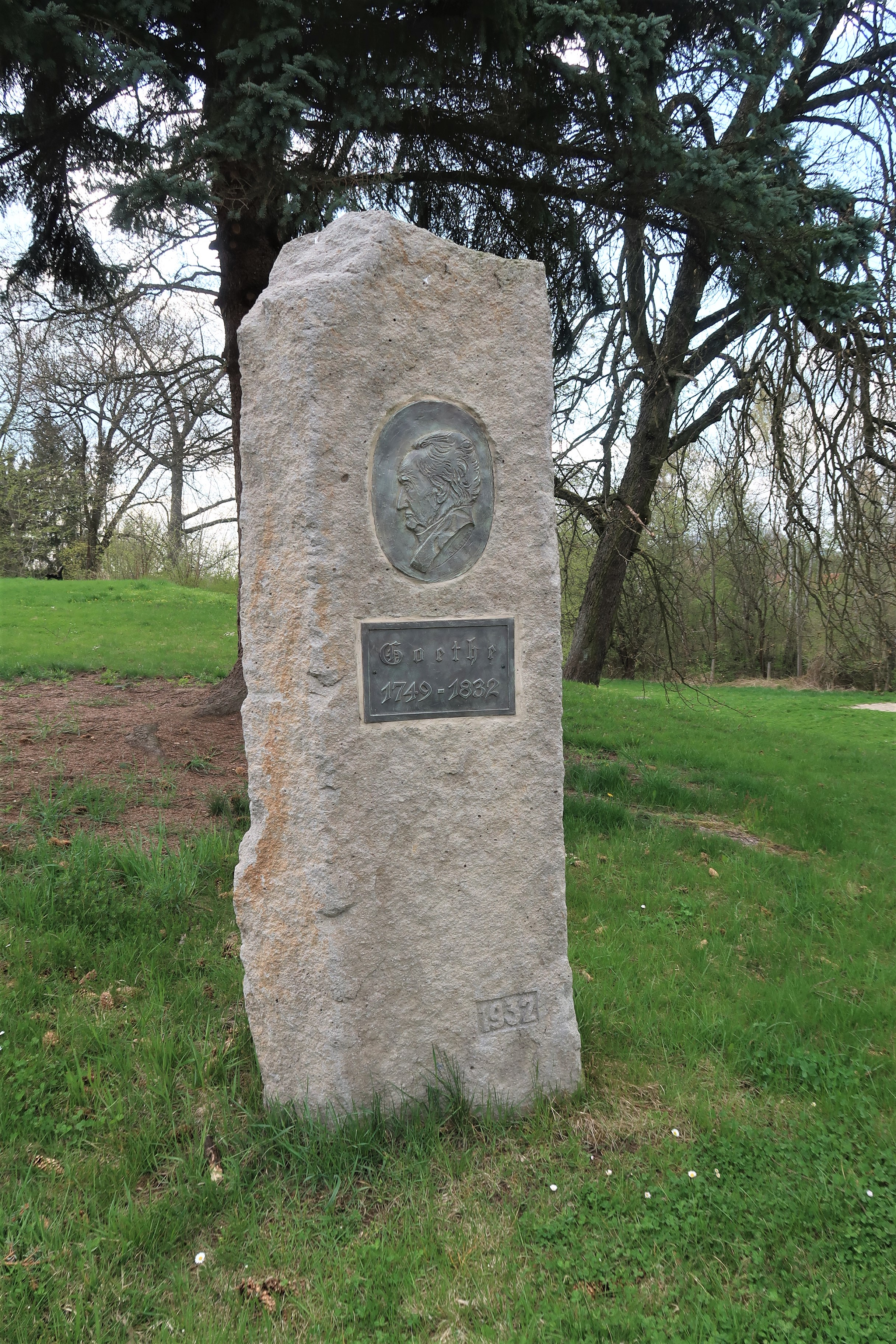
Pomník J. W. Goetha v Okružní ulici
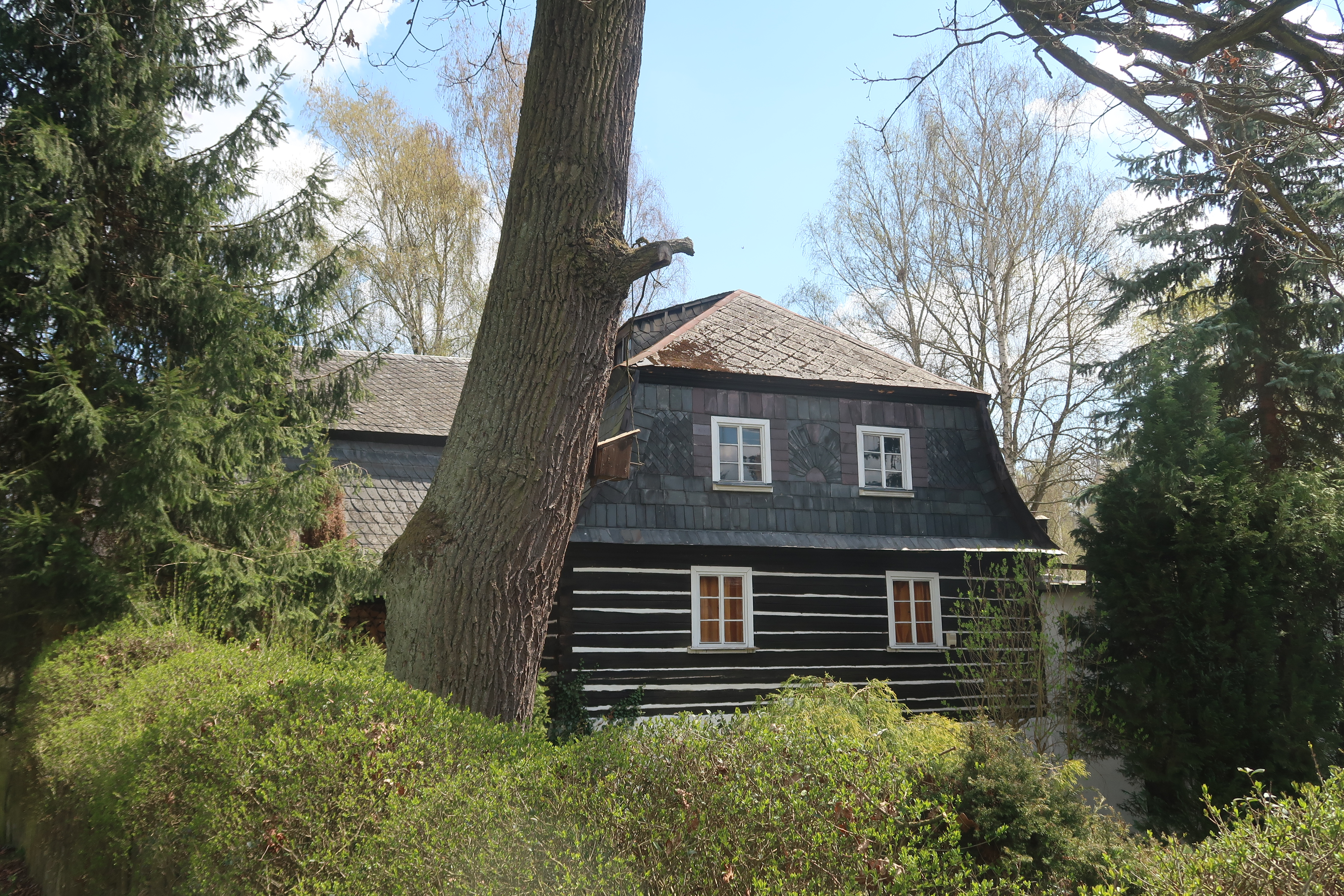
Roubený mlýn z 18. století pod klášterem
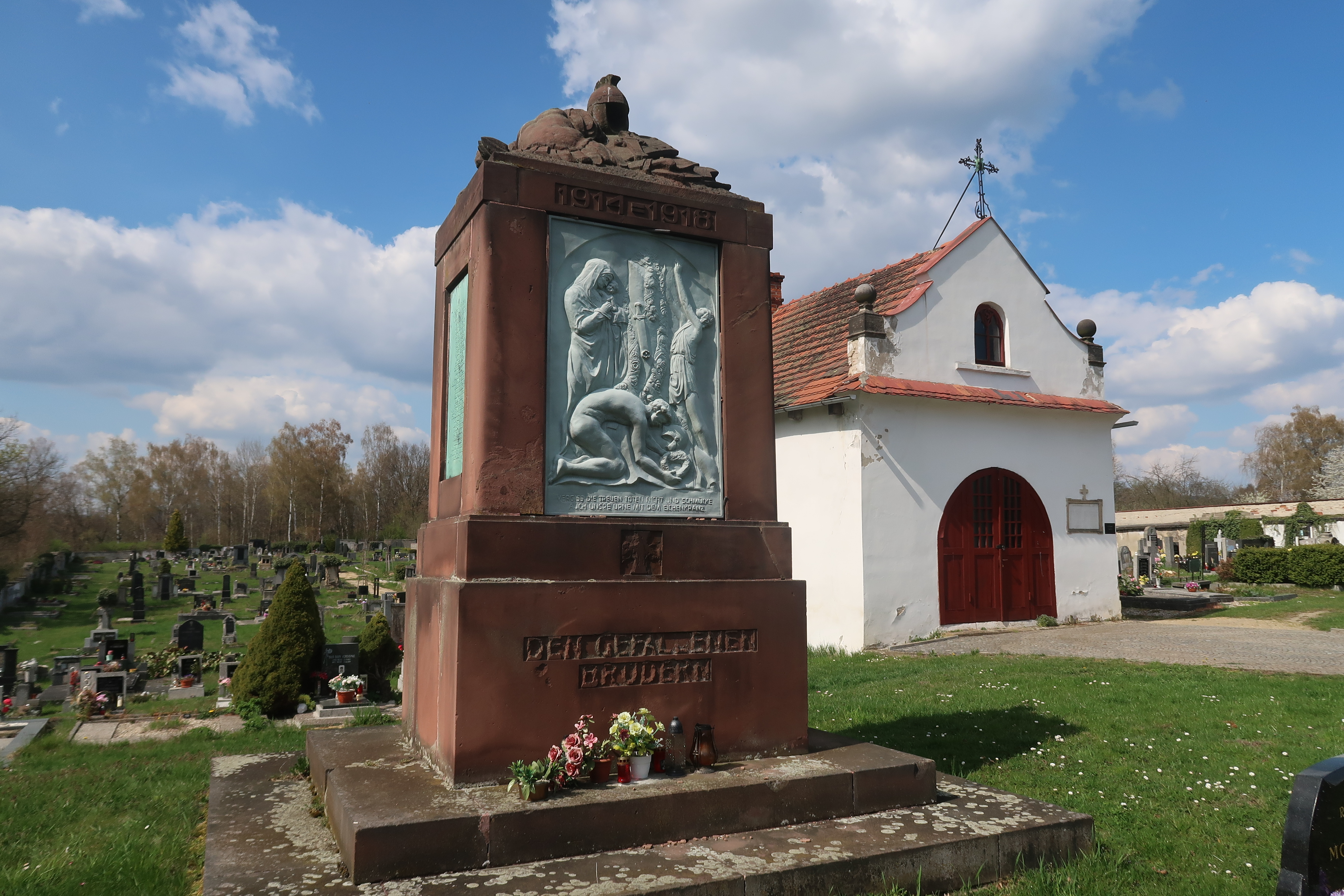
Městský hřbitov, pomník obětem první světové války a márnice
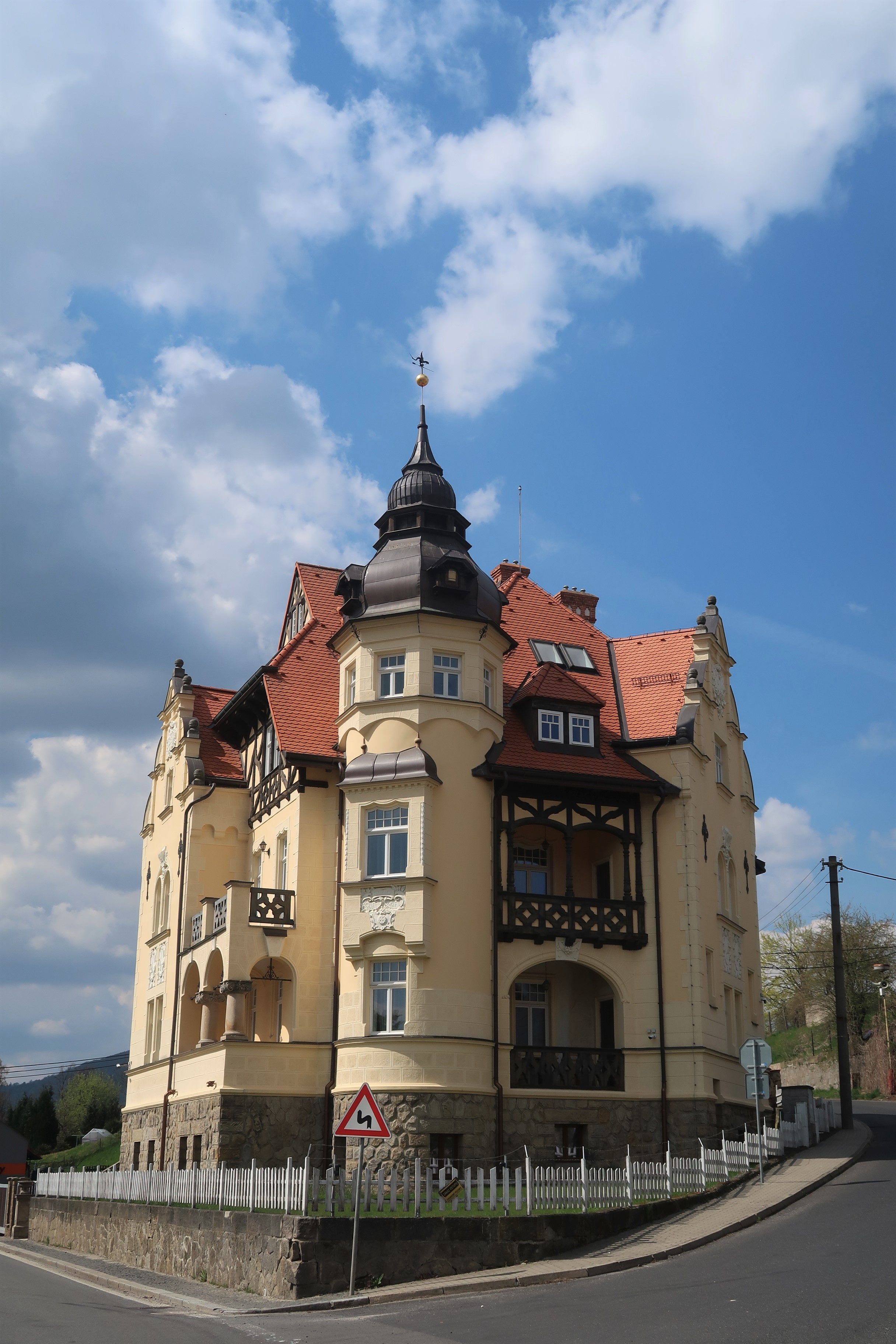
Novorenesanční vila majitele pily Josefa Elstnera